# Euphoria (Computerspiel)
Euphoria ist ein pornografisches (Erogē) Computerspiel des Entwicklers Clockup. Zwischen 2011 und 2016 wurde es zudem als Original Video Animation adaptiert.
In Euphoria geht es um den Oberschüler Keisuke Takatō und sechs Frauen, die in einem unbekannten, fast leeren Raum gefangen gehalten werden und versuchen, einen Weg aus ihrer Situation zu finden.

## Handlung
Der Oberschüler Keisuke Takatō wacht eines Tages in einem ihm unbekannten, weißen und fast leeren Raum auf und hat keine Erinnerung, wie er in diesen Raum gekommen ist. Neben ihm befinden sich sechs Frauen in diesem Raum: Schülersprecherin Miyakō Andō, die Klassenkameradinnen Rinna Byakuya und Nemu Manaka, Keisukes Kindheitsfreundin Kanae Hokari, Rika Makiba aus dem ersten Jahr und die Englischlehrerin Natsuki Aoi. In der Mitte des Raumes befindet sich ein Monitor.
Schon bald hören sie eine computerähnliche Stimme, die ihnen erklärt, dass sie Teilnehmer an einem Survival-Spiel sind und ein Rücktritt aus diesem mit dem Tod bestraft wird. In diesem Spiel fungiert Takatō als „Schlüssel“, während die weiblichen Charaktere als „Schlüsselloch“ fungieren. Es geht in dem Spiel darum, dass der Schlüssel ein Schlüsselloch auswählt und diesen in einem Nebenraum sexuell missbraucht, wobei es Vorgaben gibt: So erstreckt sich das Maß von Sado-Maso-Spielen, über Vergewaltigung bis hin zu massiver Folter.
Als Andō sich vehement weigert an dem Spiel teilzunehmen, wird der Raum schwarz und die Schülersprecherin findet sich an einem elektrischen Stuhl gefesselt wieder und wird durch Elektrostöße getötet.
Die letzten beiden Episoden der Original Video Animation orientieren sich an den verschiedenen Routen, die im Spiel möglich sind: So ist in der fünften Episode Kanae Hokari die Drahtzieherin des Survival Games, die den Protagonisten auffordert zu entscheiden, wen er töten will. In der sechsten Episode steckt Nemu Manaka hinter den Machenschaften, wird aber von Rinne Byakuya, die sich als Anführerin eines religiösen Kultes entpuppt, gefangen genommen und durch ein sadistisches Ritual „gereinigt“.

## Veröffentlichung
Euphoria ist eine vom japanischen Entwickler Clockup produzierte Adult-Visual-Novel, die am 19. Mai 2011 zunächst in Japan auf dem Markt gebracht wurde. Es folgte eine englischsprachige Veröffentlichung durch den britischen Publisher MangaGamer, welcher hauptsächlich pornografische Computerspiele außerhalb Japans vertreibt. Eine DVD-Veröffentlichung wurde ebenfalls über MangaGamer realisiert.

## Umsetzungen
Zwischen 2011 und 2016 erschienen sechs Episoden zu je knapp 30 Minuten Spieldauer als Original Video Animation, welche durch das Studio Majin realisiert wurde.
Eine Light Novel unter dem Titel euphoria ~another room~ von Ei Asō erschien am 28. Oktober 2011 über den Verlag Paradigm Corp.

## Synchronisation
| Rolle          | Japanischer Sprecher (Seiyū)                   |
| -------------- | ---------------------------------------------- |
| Keisuke Takatō | Matsuhiro Ishiki (Gegenwart) Neko Kuroi (Kind) |
| Rinne Byakuya  | Matsuri Mizugushi                              |
| Kanae Hokari   | Himari                                         |
| Nemu Manaka    | Ringo Aoba                                     |
| Natsuki Aoi    | Mei Misonō                                     |
| Rika Makiba    | Yukina Fujimori                                |
| Miyakō Andō    | Yukari Hirayama                                |